# Fordia pauciflora
Fordia pauciflora é uma espécie vegetal da família Fabaceae.
Pode ser encontrada nos seguintes países: Malásia e Tailândia.
Está ameaçada por perda de habitat.